# Маргіналії

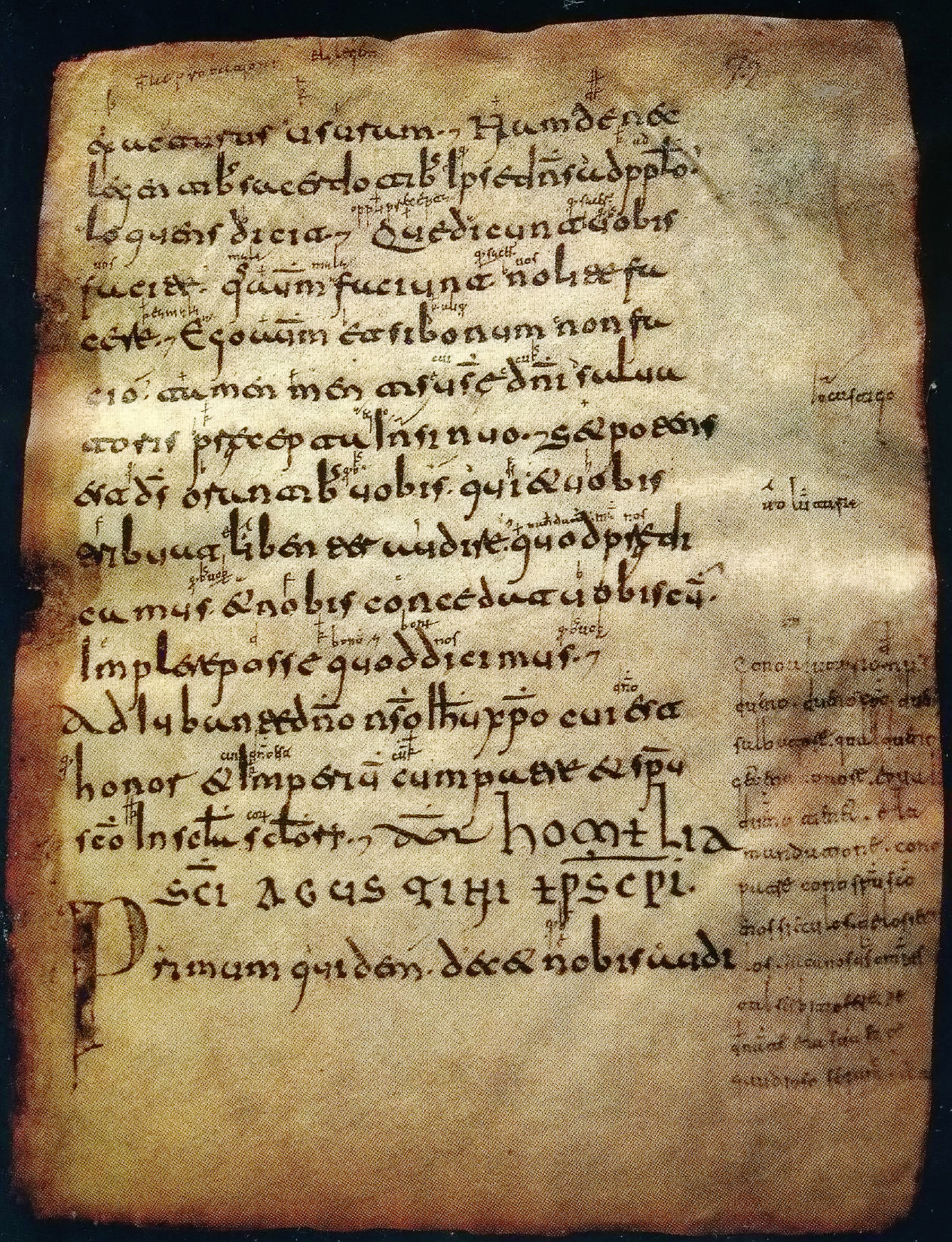
«Кодекс Emilianense» з помітками на берегах

Маргіналії (лат. marginalis — «перебуває на краю», від лат. margo — «край») — малюнки та записи на берегах книг, рукописів, листів, що містять коментарі, тлумачення, думки відносно фрагментів тексту і думки, які текстом були викликані.

## Історія
У Європі, до винаходу друкарського верстата, книги копіювали вручну, спочатку на пергамент, а потім на папір. Папір був дорогим, а пергамент ще дорожчим: одна книга могла коштувати стільки ж, скільки будинок. Тож стародавні видання були довгостроковими інвестиціями, які передавалися наступним поколінням. Читачі зазвичай писали нотатки на полях книг, щоб покращити розуміння пізнішими читачами. З п'ятдесяти двох збережених рукописних копій Лукреція «De rerum natura» (Про природу речей), доступних для вчених, усі, крім трьох, містять примітки на полях.
Твердження Ферма, написане приблизно в 1637 році, щодо доказу останньої теореми Ферма, занадто велике, щоб поміститися на полях, є найвідомішою математичною приміткою на полях. У 1700-х роках Вольтер так багато коментував книги у своїй бібліотеці, що його анотації були зібрані та опубліковані окремим виданням.

## Маргіналії на берегах стародавніх книг

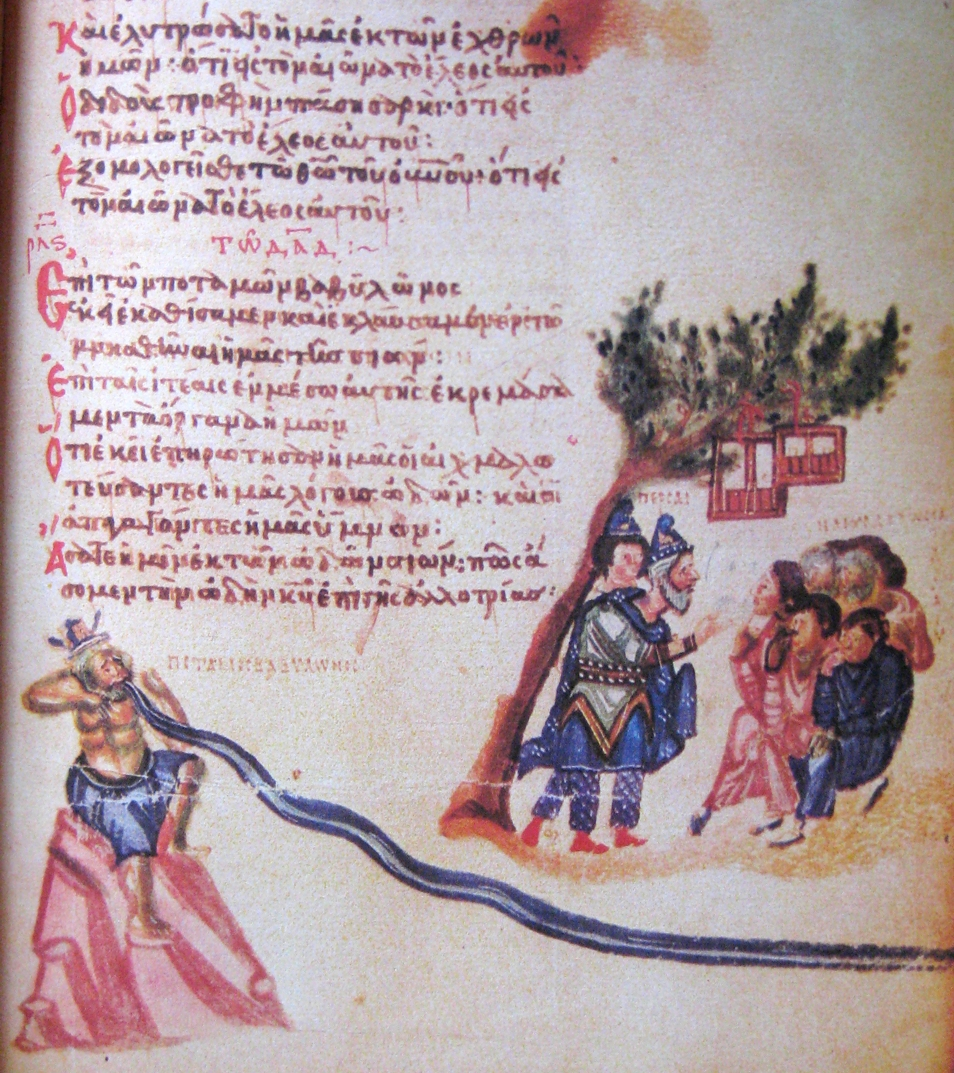
«Хлудовська псалтир», псалом «На річках Вавилонських» з маргінальними ілюстраціями, на яких зображені юдеї

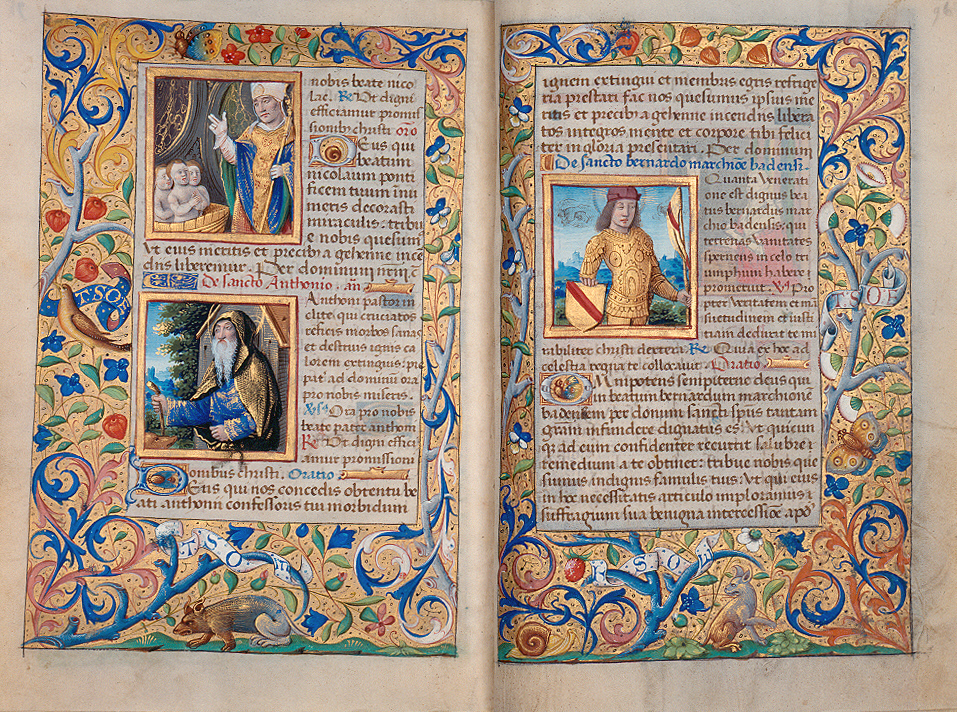
«Кодекс Дурлах» з полями, що багато прикрашені рослинним орнаментом

Початково «маргінал» — малюнки та орнаменти, що прикрашають поля середньовічного ілюстрованого рукопису, а часом навіть напис на них, який міг абсолютно не відповідати загальній концепції оформлення книги. Приміром, «Апокаліпсис» з розкішно виконаними сценами кінця світу, а на берегах напис переписувача: «як болять пальці від холоду» або «коли я нарешті завершу цю главу». Широко відомі маргінали в Остромировому Євангелії. У даному значенні термін «маргінал» як «щось зайве, що вибивається із загального русла» перекочував у соціологію.

## Маргіналії відомих читачів
Історики, які займалися вивченням творчої спадщини класиків марксизму-ленінізму, відзначать, що в книгах з особистих бібліотек В. І. Леніна і І. В. Сталіна є безліч позначок, коментарів, автографів, зроблених чорнильними ручками та олівцями червоного і синього кольору.

## Маргіналії як літературний жанр
У літературі XX століття функціональні особливості маргіналій спонукали різних авторів до використання терміна як визначення їхніх творів — переважно ліричних, свого роду «записок на берегах» або «думок вголос».

## Маргіналії в типографії
У сучасній типографії маргіналією або «ліхтариком» називається заголовок, розташований на полі сторінки. Зазвичай такі заголовки застосовуються в навчальних або довідкових виданнях, щоб полегшити пошук за довідковими відомостями або не розривати виклад матеріалу.